# ハッセルブラッドのカメラ製品一覧
本項目は、ハッセルブラッドが製造したカメラ製品の一覧である。

## 120フィルム使用カメラ

### ハッセルブラッド1600F/1000Fシリーズ
6×6cm判フォーカルプレーンシャッター内蔵一眼レフカメラ。レンズマウントはこのシリーズ専用で後のハッセルブラッドVシステムとは別にされる場合と、=V=のマークがボディーやアクセサリー類に刻印されており、これ以降の機種と、アクセサリー類が共用で、使用が可能であるために、メーカーカタログでも、以降のVシステムに含められている場合であることが多くある。フォーカルプレーンシャッターを装備するのでレンズアダプターを介すれば色々なレンズが使用できる。

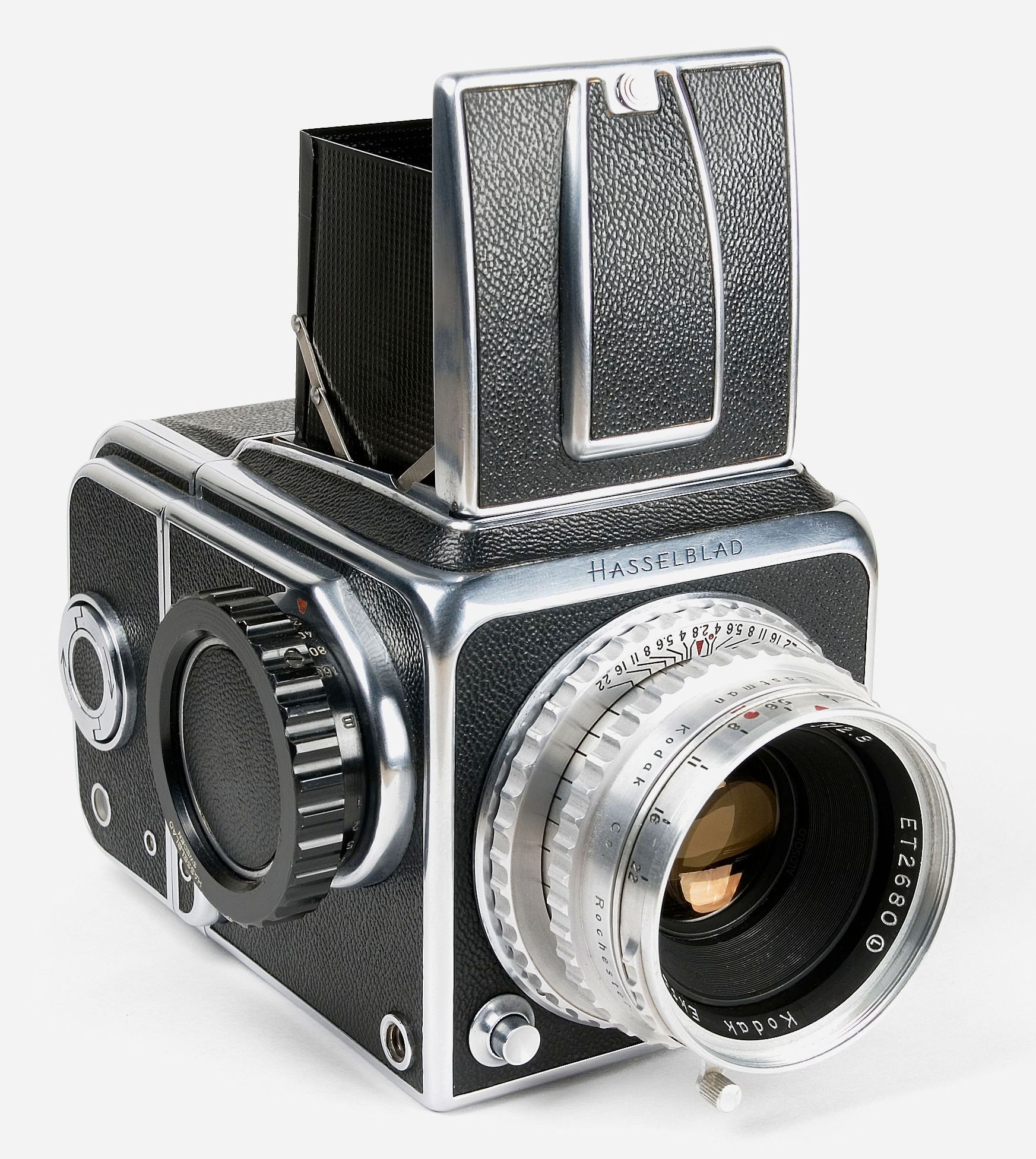
1600F

#### 1600F/1000Fシリーズボディー
- 1600Fと1000Fの共通の特色は、フラッシュのソケットが、機構の違うものに対応できるように、アクセサリーレールが取り付けられており、スポーツビューファインダーと兼用のタイプと、ソケットのみのタイプと2種類づつ4種類が用意されており、手持ちのものの差し込みの形状によって、交換が可能となっている。フラッシュ、電子フラッシュ（ストロボ）の同調は1/90で、更に細かく変更できるように、アクセサリーレールの処に、ダイヤルが取り付けられている。

ケーブルレリーズはシャッター押しボタンとは別に取り付けられており、ネジの直径は、普及品と比べ、かなり太いネジが切られているため、純正の専用品が用意されている。さらに長いものが必要な場合などの、普及品の使用が必要なときに使えるように、ネジの太い専用品より細いネジ穴の、普及品と同じサイズのネジの切られたアタッチメントが用意されている。三脚との取り外しをスムーズに行うための、連結用の機器もあるが、500C以降のボディー用のものとは、規格が異なる。別売りの修理用品の500C用のプレートをネジ止めで取り付けられるが、直に三脚の雲台に取り付ける場合のネジ穴の位置が異なるので、プレートを取り付けて、クイックアタッチメントを利用するか、直に取り付けかを決めなければならない。ただし、プレートの穴を調整すればこの限りではない。
- 1600F（1949年発売） - 開発中はロセックス(Rossex )と呼ばれていたがこの名称は他国の製品に使われており、販売代理会社からの提案で薦められたため、社長の名前を使うことになったという[1]。1942年には完成されていた[1]が発表は遅れ、1948年10月6日ニューヨークで発表[2]され、1949年5月から工場出荷[2][1]された。シャッターは14/1000mm厚のスウェーデン製ステンレススチールを幕に使用し、最高速1/1600秒を実現した高速フォーカルプレーンシャッターを装備しており、機種名称もこのことに由来する[1]。ハッセルブラッドに残っている台帳によると、初期型は製造番号が数字4桁であり、製造番号0001は1949年5月20日「U.S.A. Johannesson」に供給された。最初のロットは製造番号0308までの273台。35台分が半製品の状態で教育用具に使用され製造台数に含まないため欠番である。この273台のうち1957年までに159台がスクラップになるなどして台帳から削除されており、台帳上世間に存在する初期型1600Fは114台である。製造番号0308は1950年6月15日「Fotografiska Gbg」に供給された。この前期形の1600Fは、捲揚のノブと兼用の、シャッタースピード調整の目盛りが、後期製造のものと逆に刻まれていて、捲揚げ兼用ノブはシルバーカラーで、塗装はされておらず、磨きだしである。シャッター押しボタンと、レンズ交換用のロック解除ボタンは、同心円が3重に刻まれていて、後期製造のものは、球面状に凹ませてあるので、異なっている。1950年10月から製造番号は文字2文字＋数字5桁になり、製造番号CS10501からCP13823までに3221台が生産されている。このうち、台帳上476台がすでに台帳から削除されており、台帳上世間に存在する初期型を除く1600Fは2859台である。

- 1000F（1952年発表[2]、製造開始、1953年発売[3]） - 1600Fで1/1600秒の最高速を正確に維持するのに苦労したためと言われているが、1/1600のシャッター製造用の部品の供給が遅れるため、生産ラインが止まり、多量の注文に対して、シャッターの組み立てが止まって出荷ができないでいた。入手がしやすい部品に変えると、その一部分の部品の違いでシャッターの速度が変わったが、変えることによりシャッターの組み立て部品供給が速くなり、生産ラインが滞りなく進められたからで、シャッターの調整が正確にできないとか、造りが難しかったとか、破損しやすかったということはないと、工場見学コースで説明されている。部品の違いで、最高速を1/1000秒にスペックダウンしたこのこと[4]は、最初期に製造された1000Fが1600Fの製造中に組み立てられていたことが製造番号でわかるが、全く違う組み立てであれば、このようなことは起きないはずである。1600Fと混ざって、組み立てられていた最初期製造の1500台は、標準レンズとしてエクターを装備した[1]。フラッシュシンクロ速度は1/25秒[5]。製造番号13,821から24,216の10,395台が生産された[6][1]。ソビエト連邦に加盟していたウクライナ共和国のカメラメーカーにより、ほぼ完全にコピーされ、サリュート/キーウ88シリーズとして販売された。これらはマガジンこそ爪のサイズがわずかに異なるので互換性がないが、レンズやファインダーは互換性がある[7]。
- HK-1 - 1000Fの軍用モデル。

#### 1600F/1000Fシリーズ用レンズ
ハッセルブラッド社が、コダックのスウェーデン代理店だった縁から、当初用意されたレンズはエクターであった。外見はコダック・エクトラ用に似ている。絞りは自動ではないプリセット絞りであったが、羽の枚数が非常に多く11枚取り付けられていた。ボディーへの取り付けはスクリューマウントである。
- エクター55mmF6.3[2]- 最初期のカタログにも掲載され、販売準備を兼ねて複数製造された優秀な広角レンズだが、市販は中止された。
- エクター80mmF2.8[2]- 初期の優秀な標準レンズ。絞り開放から3段絞っても微妙に繊細なフレアーが出て、女性の肌などに独特な表現力がある[9]。フィルターのサイズはシリーズ7である。
- エクター135mmF3.5[2]- 優秀な中望遠レンズである。このレンズのフィルターアタッチメントはシリーズ7。
- エクター254mmF5.6[2]- こちらも最初期のカタログに掲載されて、複数製造された優秀な望遠レンズであるが、発売が中止されて市販されずに終わった。このために広角と望遠は、カールツァイス製造のレンズの発売を待たねばならなくなった。

1952年ごろカール・ツァイス・オプトン製に変更された。反射防止コーティングと色補正が施されている。プリセット絞り。ディスタゴン60mmF5.6- カール・ツァイス製。
- テッサー80mmF2.8[3][1]- カール・ツァイス製。同じテッサーで、赤いTマークの着いているものと、マークなしで、レンズの鏡胴のデザインが、わずかに異なる2種類が発売されていた。メーカー名がCarl zeissのものは先端が黒いリングで全長が多少短い。初期に生産されたZeiss Optonの刻印のものは、赤いTのマークが刻印されており、先端のリングもシルバークロームであり、全長が長めになる。発売機種の写真が並べられた公式ポスターに使われている1000Fの写真に取り付けてあるレンズは、Zeiss Optonの先端リングがシルバークロームのタイプである。絞り羽根はコダック製のレンズと同じ11枚取り付けられている。
- ゾナー135mmF3.5[3][1]- カール・ツァイス製。
- ゾナー250mmF4[3][1]- カール・ツァイス製。

その他社外品として以下が知られている。
- ピコン135mmF3.5 - ドイツ、ピエスケールのレンズ。
- ダロン350mmF4.5 - イギリス、ダルメイヤーのレンズ。
- ダロン508mmF5.6 - イギリス、ダルメイヤーのレンズ。113本が生産された。うち20本はスウェーデン海軍向けHK-1セットに含まれている。

### ハッセルブラッドVシステム
ハッセルブラッドを代表するシリーズ。6×6cm判一眼レフカメラ。エレクトロニックフラッシュの発達により全シャッター速度同調への要求が強まり、フォーカルプレーンシャッターでこの要求を満たすことは不可能であったためレンズシャッター内蔵のボディーが開発された。最初のモデルはシュープリームワイドアングルである。
ボディーにはレンズシャッターを使用する500シリーズ、フォーカルプレーンシャッターを内蔵する2000/200シリーズ、レンズは固定でマガジンのみ使用するSWCシリーズ、テクニカルカメラのフレックスボディとアークボディがある。500C以前の機種にも=V=のマークが刻印されており、ファインダー、フィルムマガジン（最初期の一部を除く）は1600F、1000Fとも共用可能であるので、HASSELBLAD社の説明書やカタログで、これらもVシステムに含められている場合を多く見ることがある。
レンズには大きく分けて1000シリーズ専用、Cシリーズ、Fシリーズ、CFシリーズ（CB,NewC、CFEなどが含まれる）がある。シュナイダー・クロイツナッハ製のバリオゴン、1000シリーズの初期のイーストマン コダック製のエクター、アークボディ専用ローデンシュトック製グランダゴンを除きカール・ツァイス製である。1000シリーズ用とFシリーズ用とアークボディ用は、各々の専用である。C、CF、CFEのタイプは2000シリーズ、200シリーズにも使用することが可能である。

#### 500Cシリーズボディー
レンズシャッター内蔵レンズ専用である。

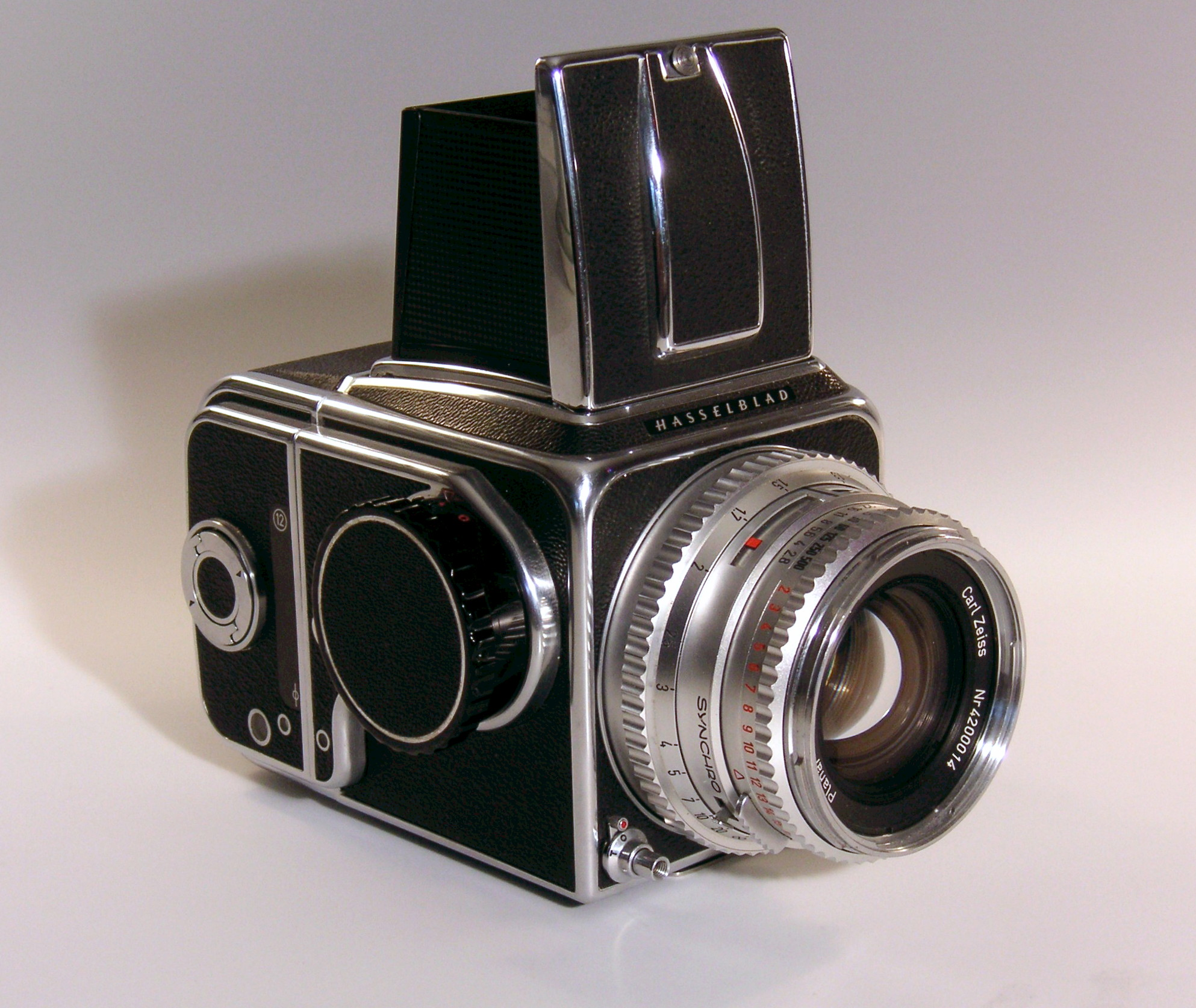
500C

- 500C（1957年10月発表[1]、発売） - フルマニュアル機。高い信頼性を持つ高品質な完全なシステム一眼レフカメラであり、フラッシュシンクロ速度が1/500秒と高速であった[5]ためベストセラーとなり、製造番号30,000から106,700[6][1]の76,700台が生産され[6]、その後のハッセルブラッドシステムの要となった[1]。最初期の発売された形状は、ウエストレベルファインダーが、1000Fと同形状で、丸いルーペがぴょこんと出る形状で、周囲が塞がれておらず、明るい場所での撮影では、見にくかった。ミラーのショックの軽減装置に、初期の製造の製品にはエアーダンパーが組み込まれており、修理職人で1～2の腕前を持っている職人は、構造上必ず抜けて行くエアーを追加するのは難しいので、中古の500Cの購入を検討している場合には、中期以降の製造の製品で、ミラーのショック削減装置にガバナーを使用するようになっている、安定したボディーの購入を奨めている．初期のセットに組まれていた、シンクロコンパーシャッター組み込みのCarl Zeiss Planer C80mm F2.8のレンズは、構成が違っていて6枚構成となっており、表面になっているレンズのRが大きく、表示の文字も大きい。ものによっては絞りを試すプレリリースボタンが、取り付けられていないものも存在している。写りが異なっており軟らかく撮影できると、一部には好まれており、そのことを知っている中古カメラ屋は、そのレンズに高価な値を付けている。こちらは、良心的な店舗での、最適価格で購入ができるはずであるとのことだといわれている。機種の500Cの名称は、最高速1/500秒のコンパーを装備していることによる[1]後にプロンターシャッターに変えた後のCの意味はセントラルのCであり、コンパーではなく、レンズの中心のシャッター。つまりレンズシャッターであるという意味に変えられた。そのためにレンズシャッターの機種はそのまま機種名にCの文字を付けることとされた。大卒初任給が4万円だった1970年ごろボディー、マガジン2個、ディスタゴン50mmF4、プラナー80mmF2.8、ゾナー150mmF4レンズ3本で軽く100万円と高価で[10]あり、篠山紀信ははったりをかますためリンホフとともにライトパブリシティの就職面接に持参したという[11]。500C/Mの最初期形の銘板は“500C”のものが取り付けられており、500C[12]の最終型は、簡単にフォーカシングスクリーンが交換可能、と思われている方が多く存在している。[13]カラーバリエーションは、シルバークロームの一種類であるそうである。レンズの鏡胴もシルバークローム仕上げのみとなっていた。キャップもアルミで、中期よりグレーのプラ製となった。
- 500C/M（1970年発売[14][15]） - 1970年のフォトキナで発表された[1]。フルマニュアル機。500Cのマイナーチェンジモデルで、簡単にフォーカシングスクリーンが交換可能となった[16]最初期に製造された500C/Mのカメラボディーには、“500C”の銘板が取り付けられており、入っているボックスと、附属の取扱説明書の標題は、『HASSRLBLAD CAMERA 500C/M 6×6判一眼レフレックスカメラ取扱説明書』となっているが、載っている写真のカメラボディーの銘板は、“500C”の銘板が取り付けられている。この時期の製造されたボディーは、シルバークローム仕上げのみで、レンズの鏡胴もシルバークローム仕上げのみであった。レンズの数種類に、赤いT＊マークが付けられ（ティースターマーク）と読まれて、乱反射を防ぐコーティングが掛けられるようになっていた。新しい銘板が取り付けられたときから、純正輸入の★を附けている。それ以前のものは、特に印を附けてはいない。[17]。日本の正規輸入代理店からの輸入品には、平らな円盤状のワインディングクランクがシルバークローム仕上げの製品が標準とされ発売された。ブラック仕上げの鏡胴を持っレンズに替えられて行く。特殊なレンズ以外には、全て赤いT＊マークが付けられた。レンズの種類も増やされて、一部は改良されていた。ボディーにも1972年からブラック仕上げの製造開始、追加発売された。こちらのセットの、日本正規輸入代理店からの輸入品には、ブラック仕上げの平たい円盤状の金属製ワインディングクランクが標準装備とされて発売された。[16][1]。シンクロコンパーシャッターが組み込まれていたCarlZeiss Cレンズから、プロンターシャッターが組み込まれたCarlZeissCF へ、レンズの形状を改変。デザイン的には、2000シリーズのFレンズのデザインに改良。高級ではあったが、狂いやすいシンクロコンパーシャッター組み込みから、Carl Zeissグループのプロンターシャッターの方が良いとされた。1984年に巻き上げツマミ付きのプラ製クランクが標準装備になった[16]。後期型からミノルタ製アキュートマットがデフォルトとなった。製造番号106,701から[1]。
  - 500C/M記念カメラ（1974年限定発売） - 1600F発売25周年を記念し、1500台が生産された[1]。個々のモデルにヴィクター・ハッセルブラッドの署名と記念番号を刻んだ銀プレートがついている[1]。
- 503CX（1988年発売[14][15]） - フルマニュアル機。ボディーの形状を2000シリーズの形状と、同一形状としてミラーの中央部を光の透過できるようになっている。その裏にTTL感光機器を設置、ストロボの発行調整機能を内蔵。同時に専用のフラッシュ（ストロボ）を発売。繋ぐだけで、最適な発行量を設定。撮影で、シャッターボタンをレリーズすると、自動的に最良の写真が仕上がる。内面反射防止はパルパス材が貼付になっている[16]。シャッターボタンへ固定レバーが着く最終モデル。
- 500CLASSIC（1989年発売[14][15]） - 旧モデルである500C/Mの改良の新型モデルとして503CXの新発売で、旧型の500CMの製造は終了を迎えたが、優秀で使い勝手の良好な500C/Mの製造終了を惜しむ声が大きく、購入希望者が多々おり、VICTOR HASSELBLAD AC,LG で、復刻として、503CXのボディーを利用して、503CXに新たに搭載されたTTLなどの、専用部品の取り付けを省いたボディーで、機能的には過日の500C/Mと同じである。ただし、ボディーの形状は503CXと同形状であり、角張ったボディーデザインに、ボディーの内側には内面反射防止の、パルパス材が貼付されている。またオリジナルの500C/Mと、503CXはブラック仕上げもあったが、500CLASSICでのセット発売となる500C/Mのボディーのカラーは、シルバークロームの一色とされている。勿論搭載を省かれたTTLストロボ機能用のセンサーなどは内蔵していない[16]。プロンターシャッター組み込みのCarl Zeiss Planer CF80mm F2.8、フィルムマガジンA12とのセットのみでの販売で、ボディーは単体での販売を行わなかった。
- 503CXi（1994年発売[14][15]） - フルマニュアル機。ワインダー使用が可能となったが、ワインダー自体は現行当時は発売されなかった。シャッターのレリーズボタンが、ソフトタッチレリーズ押しボタンへ設計変更が実施された。他に形状の変更の他、シャッターボタンの固定レバーが廃止となって、長時間露光や、CFレンズ以降には取り付けがないが、Cレンズの使用時に自動シャッターの使用ができなくなった。代わりに、エアーレリーズという長い距離のホースで、先に取り付けられているボールを握り、気圧の力でカメラのシャッターのレリーズを切る方法。または、薇式の差し込み形の自動シャッターの使用をするか、ケーブルレリーズの固定を使用をしないと、Cレンズの自動シャッターは使用ができなくなった。三脚ベースも変更されている。クイックカップリングを用意し直し、旧来の機種にはアタッチメントを取り付けるなどの必要が生じた。
- 501C（1994年発売[14][15]） - フルマニュアル機。中版機種の入門機や、サブ機としての位置付け。ブラック仕上げのみの発売で、プロンターシャッター組み込みCarl Zeiss Planer New-C80mm F2.8[18]のレンズとフィルムマガジンA12とセットでのみの、発売とされた．
- 503CW（1996年発売[14][15]） - ワインダーが発売され、この自動巻き上げワインダーの使用が可能になった。ミラーが少し長くなるとともにしゃくり上げる方式となりミラー切れが軽減された。
- 501CM（1997年発売[14][15]） - フルマニュアル機。500Cの改良モデファイが500C/Mで、あるように501Cの改良モデファイが501CMとなる。501Cの改良後継で、入門機・サブ機としての位置付けであり、ミラーが少し長くなるとともにしゃくり上げる方式へ変更されたので、ミラー切れが軽減された。

#### 500ELシリーズボディー
500Cシリーズに自動巻き上げモーターを内蔵したボディで、そのため擬似的にクイックリターンとなる。

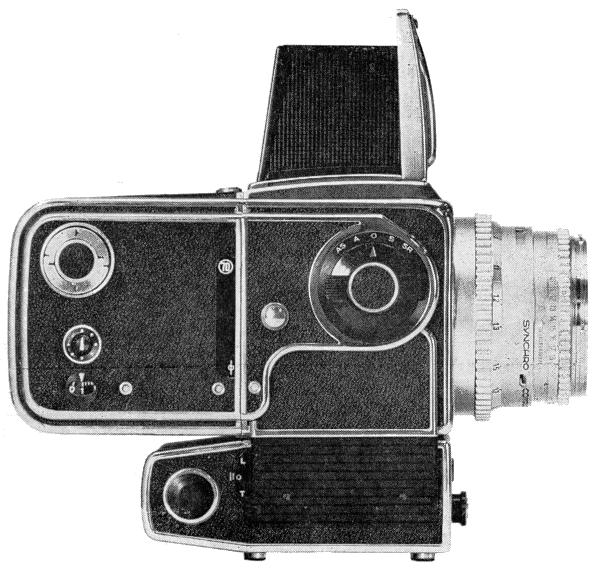
500EL

- 500EL（1965年発表[6]、1965年発売[14]） - 500Cに小型で信頼性の高いモータードライブを内蔵したボディ[1]。新たなアクセサリーも多数用意されたが500C用のレンズやアクセサリーにも対応するよう巧みに工夫されていた[1]。最終型はスクリーンが交換可能となる。電源は専用ニッカド電池であり、供給が止まった際に危ぶまれたが現在は他社製で単3電池アダプターや006Pアダプターが販売されている。改造カメラがアポロ11号に使用され、人類初の月面着陸を記録した。製造番号8,000から15,074[6][1]の7,074台が生産された[6]。
- 500EL/M（1970年[1]または1971年[6]または1972年[14][15]発売） - 500C/Mにモーターを内蔵したボディ。当初からブラック仕上げも用意された。後期型からミノルタ製アキュートマットがデフォルトとなる。モーターの回転は11.5rpmで、これがデルリン材製のギアで減速されマガジン70に装填された70枚を60秒で連続撮影する。HEDCはこの機種の改造。製造番号は15075から[1]。
  - 500EL/M記念カメラ（1979年限定発売） - 人類初の月面着陸10周年を記念し、1500台が生産された[1]。カメラのボディーへは、グレーの人工皮革が貼付され、個々の機体に月のシンボルマークと、記念番号を刻んだ金属プレートが貼付されている[1]。
- 500ELX（1984年発売[14][15]） - ハッセルブラッドでは初めてTTLストロボ機能を内蔵した。ミラーがしゃくり上げる方式となりミラー切れが軽減された[19]。
- 553ELX（1988年発売[14][15]） - TTLストロボ機能を内蔵。電源が一般的な単3×5本となった[19]。内面反射防止はパルパス材になっている。
- 555ELD（1999年発売[14][15]） - TTLストロボ機能を内蔵。デジタルバックに対応した。ミラーの支持機構が宇宙仕様と同じになり耐久性が向上した[19]。

#### SW(スーパーワイド)シリーズボディー
超広角撮影専用ボディ。レンズは5群7枚のカール・ツァイス製ビオゴン38mmF4.5が固定されており、フィルムマガジンはVシステム用を使用する。専用のビューファインダーが付属。
- シュープリームワイドアングル（Supreme Wide Angle 、1954年フォトキナで発表[3][1]、発売[14][15]） - SWAと略称される。1954年のフォトキナで発表された。機種名を入れた小さな銘板が前面上部についている。生産は約100台[1]とも500台ともいう。シャッターはシンクロコンパー。
- スーパーワイド（Super Wide 、1956年[14][15]発売） - SWと略称される。シャッターと鏡胴を強化した[20]。製造番号は1001から2999[1]。
- SWC（1959年発売[14][15][1]） - シャッターボタンがボディー上面に移動、レンズ鏡胴がCシリーズと共通デザインになり、セルフコッキング化された。1972年から黒鏡胴のモデルが追加された[20]。製造番号は3000から15471と、141001から142111[1]。ポラバック使用可能なSWC/M仕様に改造されたものも存在する。1966年ジェミニ9-A号にて宇宙で使用され、その後ジェミニ10号、アポロ9号でも使用された[3]。
- SWC/M（1979年[14][15][3]または1980年2月[1]発売） - ポラロイドマガジン100が使用可能となった。サービスステーションでSWCからの改造を受け付けたため改造された品もある[1]。最短撮影距離0.3m、アタッチメントはφ63mm[21]。製造番号142112から[1]。1983年からレンズ鏡胴がCFシリーズと共通デザインになり、シャッターがプロンター製に変更された[20]。
- 903SWC（1988年発売[14][15]） - 水準器がファインダーに組み込まれボディーから省略された。取り付けファインダーが、コストカットでプラスチック化されたために、外れて落ちて破損をしないように、ファインダー脱落防止のロック機構を装備した。機能向上によって価格が上昇したために、ファインダーの外装を高額な金属から、プラスチックでの製造としてコストカットされ、できるだけ安価に購入者へ提供できるようにした。ストラップの取り付け金具位置が上方に変更され、使いやすくなった[20]。
- 903SWCE - カタログ特注品として、申し込み製造の製品で、903SWCへモータードライブが組み込まれたモデル。
- 905SWC（2001年発売） - レンズがCFiシリーズと共通デザインになり、レンズのガラスが無鉛化された。

#### 2000/200シリーズボディー
1600F/1000Fシリーズ同様フォーカルプレーンシャッターを内蔵したボディで、このためレンズアダプターを介すれば世界の無数のレンズ会社から供給される各種のレンズが使用可能な汎用性の高い機種である。ただしシャッターの構造は電子制御式、厚さ0.014mmのチタン幕と非常に現代的な構成になっている。世評では「故障が多く、一旦壊れると修理代が高額である」という。レンズシャッターを内蔵していないFシリーズレンズ、および一部使用制限があるものもあるがシンクロコンパーレンズシャッターを内蔵するCシリーズレンズ、プロンターシャッターの内蔵されているCFシリーズレンズが使用できる。
- 2000FC（1976年[6]または1977年[14][15]3月[1]発売） - ミラーはクイックリターン、フィルム巻き上げ後リターン、ミラーアップの三通り切り替えが可能。製造番号500001から[1]。シャッターは、1600F、1000Fと同じサイズで、材質をチタニウムと替えた。14/1000mmに推延し、強度を付けるために、波形状に型押しがされている。2000シリーズは優秀な専用レンズが出されたことで、人気を得た。特に標準レンズが、2種類出され、CarlZeiss Planer80mm F;2,8とCarlZeiss Planer110mm F;2.である。特に、レンズシャッター組み込みの、CレンズやCFレンズにもある、CarlZeiss Planer80mm F2,8は、後にCFEレンズになって統合されたが、Fレンズ専用の、CarlZeiss Planer110mm F2は、特に優秀なレンズで、デジタル化で製造中止になるまで、製造が続けられていた。
- 2000FC/M（1981年[14][15]または1983年[6]発売） - マガジンを外す時に、フォーカルプレーンシャッター幕が開いて、保護する機構を装備した[24]。Cシリーズのレンズを使用する際はシャッターダイヤルをCに合わせてロックする。巻き上げクランクを起こした軸にミラープログラムディスクがあり、0（クイックリターン）、1（ミラーアップ、次の巻き上げで復元）、2（ミラーアップしたまま）から選択可能、さらにシャッターと関係なくミラーアップできるレバーがクランク下部にある。シャッターはチタニウム製。
- 2000FCW - （1984年発売[14][15]） - チタニウム製のフォーカルプレーンシャッターの幕を、フィルムマガジンを外したときに、開いて幕を保護する機構が付けられた2000FC/Mに、専用のワインダーを取り付けられるように改良した。フィルムの未露光、露光済みシグナルが取り付けられている最終モデル。2003FCWで、内面反射の防止と、ラバーの貼付けが行われ、アキュートマットスクリーンが、標準装備とされたが、内面反射のパルパスは後から貼付けが可能で、グリップのラバーも必要なときには後から貼付けが可能で、アキュートマットスクリーンも交換が可能であるので、露光済みか未露光かを表示するシグナルは、後付けが不可能であるため、2003FCWが発売された後も、この2000FCWの方が人気が高く、購入希望者が多く残ることになった。
- 2003FCW - （1988年発売[14][15]） - 内面反射防止のバルパス材採用。マガジン非装着時に、シャッター幕保護幕が降りる。専用ワインダーを装着した場合には、秒1.3駒で連続撮影ができる。野生動物の撮影用に三脚にセットし、離れた位置からリモートで高速撮影が可能であることが強みであった[25]。ボディー下部にラバーを貼付け、グリップをしやすくした。ただし、このモデルから、撮影が未露光か、撮影露光済みかのシグナルが廃止された。内面反射防止、ラバーグリップ、アキュートマットスクリーンは、あとでメンテナンスのときに必要に応じ実施可能であった。そのため、2000FCWの方が人気が高く、2003FCWは、2000FCWの購入ができなかったカメラマンに購入された。205TCC発売の決定で製造中止になった。
- 205TCC横走りフォーカルプレーンシャッター式の2003FCWの後継機種として、（1991年発売[14][15]） - TCCは「トーンとコントラストをコントロールする」の意でTTL開放測光スポットメーターを内蔵。4種類の撮影モードを持つ。電子制御式ラバーコーティング布幕フォーカルプレーンシャッターで、34分〜1/2000秒。Aモードは絞り優先AE。DモードはAモードと同様シャッターボタン半押しまたはセレクターダイヤル中央の赤いリングの測光ボタンを押すと測光値がロックされるが測光は継続され、ロックした値との差を表示し、あらかじめ使用フィルムのラチチュードを入力しておくとそれを超えた場合に警告が出る。Zモードはゾーンシステムに対応する。2本のブルーラインが入ったFEシリーズレンズと組み合わせて全機能可能になる。2本のブルーラインが入ったTCCフィルムマガジンと組み合わせるとマガジン側でフィルム感度のセットが可能。ワインダーTCCと組み合わせて秒1.3駒で連続撮影できる。CFシリーズレンズ、Cシリーズレンズも使用できるが絞り込み測光になる。メッツメカブリッツのSCAシステムに連動しTTL自動調光。
- 203FE（1994年発売[14][15]） - 205TCCの露出計をスポット測光から部分測光に変更、それに伴ってZモードが省略されたモデル。シャッター速度は34分-1/2000秒。
- 201F（1994年発売[14]） - 露出計を持たないマニュアル機。TTL自動調光。
- 205FCC（1995年発売[14][15]）- 205TCCにオートブラケッティング機能を搭載した。Abモードは絞り優先AEでシャッターボタン半押しまたはセレクターダイヤル中央の赤いリングの測光ボタンを押すと測光値ロック、ワインダーと組み合わせてシャッターボタンを押しっぱなしにするとオートブラケッティングされる。
- 202FA（1998年発売[14][15]）- 203FEと201Fの中間版。Abモード省略。Cシリーズ、CFシリーズ、CBシリーズなどレンズシャッター式のレンズは使用不可能になった。シャッター速度は34分-1/1000秒。

#### テクニカルカメラ
フレックスボディとアークボディがある。アークボディは専用レンズしか使えない。
- フレックスボディ（FlexBody 、1995年発売[14]） - バックティルト前後各28度及びバックライズ/フォール上下各14mmの機構内蔵のテクニカルカメラ。通常のハッセルブラッドVシステム用レンズシャッター付レンズ、マガジン、ファインダーが使用可能。ピント合わせはレンズ本体のヘリコイドの他に前枠で24mm繰り出せるためレンズ本体の最短撮影距離より若干短縮される。フィルム巻き上げはマガジンのクランクにて行う。広角レンズのディスタゴンはレトロフォーカス式のためイメージサークルが小さくほとんどシフトできず、100-150mm辺りのレンズを使って商品撮影するのに向いている。シャッターチャージするのにいちいちフィルムマガジンに引き蓋をしなければならず、面倒である。
- アークボディ（ArcBody 、1997年発売[14]） - バックティルト前後15度及びバックライズ/フォール上下28mmの機構内蔵のテクニカルカメラ。フィルムマガジンはハッセルブラッドVシステムと共通。ファインダーも共通だがメーカーでは天地正像になるRMfxファインダーを推奨している。レンズは大判用レンズの流用なのでイメージサークルが広くシフトの範囲が広く、フレックスボディと比較するとシャッターチャージも楽である。

#### Cシリーズレンズ
Cはデッケル製レンズシャッターであるシンクローコンパーを内蔵しているので、COMPERのCであるとの意味という。各シリーズに使えるが2000、200各シリーズで使用する際はシャッターを開放する必要がある。露出設定はEV値（LV値）を元に設定し、シャッター速度と絞り値が連動して稼働するライトバリュー方式となっている。被写界深度の指標は絞りに応じて自動で動く凝った作りとなっている。文字はプリントでなく刻印されており摩耗に強い。初期のころのレンズ鏡胴は美しいクロームメッキを施された白鏡胴であるが、1973年から順次黒鏡胴に変更された。。前期はモノコート、1974年ごろから順次T*のマークが入ってマルチコートになったが、マルチコートの導入初期にはT*の入っていないレンズも見受けられる。絞り羽根の形状に丸みがついており、はっきり五角形が現れるCFシリーズレンズよりもボケの形が自然になる。アタッチメントはφ50mmバヨネット式（B57と表記される規格）を基本とする。
- F-ディスタゴンC30mmF3.5 - 魚眼レンズ。実焦点距離30.6mm。9枚[21]。最短撮影距離0.3m[21]。フィルターはφ26mm。1972年のフォトキナで発表された[1]。
- ディスタゴンC40mmF4（1966年発売[1]） - 10枚[21]。最短撮影距離0.5m[21]。アタッチメントはφ104mmバヨネット[21]。
- ディスタゴンC50mmF4（1963年発売[1]） - 7枚[21]。最短撮影距離0.5m[21]。アタッチメントはφ63mm[21]。
- ディスタゴンC60mmF3.5 - 1975年発表[1]。7枚[21]。最短撮影距離0.6m[21]。アタッチメントはφ63mm[21]。
- プラナーC80mmF2.8 - 5群7枚[21]。最短撮影距離0.9m[21]。アタッチメントはφ50mmバヨネット[21]。
- プラナーC100mmF3.5（1968年発売[1]） - 5枚[21]。最短撮影距離0.9m[21]。アタッチメントはφ50mmバヨネット[21]。
- UVゾナーC105mmF4.3（1968年発売[1]） - 石英ガラスと蛍石のみで構成され、紫外線撮影に対応する。その材質からノンコート。7枚[21]。最短撮影距離1.8m[21]。アタッチメントはφ50mmバヨネット[21]。可視光撮影では紫外線をカットするHZフィルターを、赤外線撮影ではレンズに付属するUG11フィルターを使用する[21]。
- SプラナーC120mmF5.6（1963年発売[1]） - 6枚[21]。最短撮影距離0.95m[21]。アタッチメントはφ50mmバヨネット[21]。ヘリコイド式マクロレンズ。
- SプラナーC135mmF5.6（1968年発売[1]） - 7枚[21]。アタッチメントはφ50mmバヨネット[21]。ベローズ用マクロレンズ。
- ゾナーC150mmF4 - 5枚[21]。最短撮影距離1.4m[21]。アタッチメントはφ50mmバヨネット[21]。
- ゾナーC250mmF5.6 - 4枚[21]。最短撮影距離2.5m[21]。アタッチメントはφ50mmバヨネット[21]。
- ゾナースーパーアクロマートC250mmF5.6 - アメリカ航空宇宙局の要望により、アポロ計画での月面写真を撮影するために設計され、実際に使用された。有名な星条旗の月面写真はこのレンズで撮影されている。Cレンズは厚い蛍石レンズを使用し350μm〜1000μmに渡り軸上、倍率色収差とも極めて良好に補正されている。6枚[21]。最短撮影距離2.8m[21]。アタッチメントはφ50mmバヨネット[21]。1972年のフォトキナで発表された[1]。
- テレテッサーC350mmF5.6 - 4枚[21]。最短撮影距離5m[21]。アタッチメントはφ86mmネジ込み[21]。1972年のフォトキナで発表された[1]。
- テレテッサーC500mmF8 - 5枚[21]。最短撮影距離8.5m[21]。アタッチメントはφ86mmネジ込み[21]。1959年のフォトキナで発表された[1]。
- バリオゴンC140-280mmF5.6 - シュナイダー・クロイツナッハ製のズームレンズ。17枚[21]。最短撮影距離2.5m、マクロ時1.07m[21]。アタッチメントはφ93mm[21]。

#### Fシリーズレンズ
1977年2000FC発売と同時に発売された。Fはフォーカルプレーンシャッターを装備する意でレンズシャッターが装備されず2000、200各シリーズにしか使えない。シャッターの制約がないため開放F値が他のシリーズより明るく、最短撮影距離が短い傾向にある。アタッチメントはφ70mmバヨネット式を基本とする。
- ディスタゴンF50mmF2.8（FLE） - 9枚構成。近距離補正方式で最短撮影距離0.32m。アタッチメントはφ93mmバヨネット。
- プラナーF80mmF2.8 - 7枚構成。最短撮影距離0.6m。レンズにシャッタ−を組み込んでいないことからプラナーC80mmF2.8とはレンズ構成が違っており、こちらの方がシャキッと写るという[26]。
- プラナーF110mmF2 - 7枚構成。最短撮影距離0.8m。アタッチメントはφ70mmバヨネット。
- ゾナーF150mmF2.8 - 5枚構成。最短撮影距離1.4m。アタッチメントはφ70mmバヨネット。
- テレテッサーF250mmF4 - 5枚構成。最短撮影距離2.5m。アタッチメントはφ70mmバヨネット。
- テレテッサーF350mmF4 - 8枚構成。インターナルフォーカシング方式で最短撮影距離1.9m。アタッチメントはφ93mmバヨネット。
- ミロターF1000mmF5.6 - 反射望遠レンズ。
- バリオゴンF140-280mmF5.6 - シュナイダー・クロイツナッハ製のズームレンズ。14群17枚構成。最短撮影距離2.5m。アタッチメントはφ93mmバヨネット。

#### F-TCC/FEシリーズレンズ
Fシリーズに電子接点を備え、205TCC、202FA、203FE、205FCCの測光システムと連動する。当初は「F-TCC」というシリーズ名称だった。
- ディスタゴンF50mmF2.8TCC（FLE） - 9枚構成。近距離補正方式で最短撮影距離0.32m。アタッチメントはφ93mmバヨネット。
- プラナーF80mmF2.8 - 7枚構成。最短撮影距離0.6m。アタッチメントはφ60mmバヨネット。
- プラナーF110mmF2TCC - 7枚構成。最短撮影距離0.8m。アタッチメントはφ70mmバヨネット。
- ゾナーF150mmF2.8TCC - 5枚構成。最短撮影距離1.4m。アタッチメントはφ70mmバヨネット。
- テレテッサーF250mmF4TCC - 5枚構成。最短撮影距離2.5m。アタッチメントはφ70mmバヨネット。
- テレスーパーアクロマートF300mmF2.8TCC（1993年発売） - 限定約300本の受注生産。色収差補正400-1000nmのスーパーアクロマート。専用テレコンバーターのアポムター1.7×などが付属したテレフォトパワーパックとして販売された。
- テレテッサーF350mmF4TCC - 8枚構成。インターナルフォーカシング方式で最短撮影距離1.9m。アタッチメントはφ93mmバヨネット。
- アポ・ムター1.7× - テレスーパーアクロマートF300mmF2.8TCC専用で、本体とセットのテレフォトパワーパックに同梱されていた。

1995年3月203FE発売と同時にFEに改称された。
- ディスタゴンFE50mmF2.8（FLE） - 9枚構成。近距離補正方式で最短撮影距離0.32m。アタッチメントはφ93mmバヨネット。
- プラナーFE80mmF2.8 - 7枚構成。最短撮影距離0.6m。アタッチメントはφ60mmバヨネット。
- プラナーFE110mmF2 - 7枚構成。最短撮影距離0.8m。アタッチメントはφ70mmバヨネット。
- ゾナーFE150mmF2.8 - 5枚構成。最短撮影距離1.4m。アタッチメントはφ70mmバヨネット。
- テレテッサーFE250mmF4 - 5枚構成。最短撮影距離2.5m。アタッチメントはφ70mmバヨネット。
- テレテッサーFE350mmF4 - 8枚構成。インターナルフォーカシング方式で最短撮影距離1.9m。アタッチメントはφ93mmバヨネット。
- ハッセルブラッドFE60-120mmF4.8 - 13枚構成。最短撮影距離1.2m。アタッチメントはφ93mmバヨネット。

#### CFシリーズレンズ
Cシリーズの後継でレンズシャッターのボディーとフォーカルプレーンシャッターのボディーの両方に簡単に対応する。シャッターはプロンター製に切り替わっているがCの文字は意味を変えそのまま使われた。レンズシャッターを現すCentralのCという。アタッチメントはφ60mmバヨネット式を基本とする。
- F-ディスタゴンCF30mmF3.5 - 9枚構成。最短撮影距離0.3m。アタッチメントはφ26mmバヨネット。
- ディスタゴンCF40mmF4（FLE） - 11枚構成。近距離補正方式で最短撮影距離0.5m。アタッチメントはφ93mmバヨネット。
- ディスタゴンCF50mmF4（FLE） - 9枚構成。近距離補正方式で最短撮影距離0.5m。アタッチメントはφ60mmバヨネット。
- ディスタゴンCF50mmF4 - 7枚構成。最短撮影距離0.5m。アタッチメントはφ60mmバヨネット。
- ディスタゴンCF60mmF3.5 - 7枚構成。最短撮影距離0.6m。アタッチメントはφ60mmバヨネット。
- プラナーCF80mmF2.8 - 7枚構成。最短撮影距離0.9m。アタッチメントはφ60mmバヨネット。
- プラナーCF100mmF3.5 - 5枚構成。最短撮影距離0.9m。アタッチメントはφ60mmバヨネット。
- UVゾナーCF105mmF4.3 - 7枚構成。最短撮影距離1.8m。石英と螢石のみで構成され、紫外線撮影に対応する。透過範囲は215-700nm。その材質からノンコート。アタッチメントはφ60mmバヨネット。
- マクロプラナーCF120mmF4C - 6枚構成。最短撮影距離0.8m。アタッチメントはφ60mmバヨネット。
- マクロプラナーCF135mmF5.6 - 7枚構成。ベローズ用。アタッチメントはφ60mmバヨネット。
- ゾナーCF150mmF4 - 5枚構成。最短撮影距離1.4m。アタッチメントはφ60mmバヨネット。
- ゾナーCF180mmF4 - 5枚構成。最短撮影距離1.55m。アタッチメントはφ60mmバヨネット。
- ゾナーCF250mmF5.6 - 4枚構成。最短撮影距離2.5m。アタッチメントはφ60mmバヨネット。
- ゾナースーパーアクロマートCF250mmF5.6 - 6枚構成。最短撮影距離3m。アタッチメントはφ60mmバヨネット。スーパーEDレンズとなった。透過範囲は400-1000nm。
- テレテッサーCF350mmF5.6 - 4枚構成。最短撮影距離4.5m。アタッチメントはφ60mmバヨネット。
- テレアポテッサーCF500mmF8 - 5枚構成。インターナルフォーカシング方式で最短撮影距離5m。アタッチメントはφ93mmバヨネット。
- バリオゴンCF140-280mmF5.6 - シュナイダー・クロイツナッハ製のズームレンズ。14群17枚構成。最短撮影距離2.5m。アタッチメントはφ93mmバヨネット。大ネジ（3/8in）三脚穴とクイックカップリングプレートSを装備している。
- PCムター1.4X - ディスタゴン40mmF4と組み合わせると56mmF5.6のシフトレンズになる。40mm-100mmのレンズに使用可能。
- ムター2× - 主レンズの焦点距離を2倍にする。開放F値は2段暗くなる。

#### CFiシリーズレンズ
1998年末から順次発売された。CFシリーズの後継で、CBシリーズレンズと共通デザインの鏡胴になった。iは改良版（Improved ）の意。
- F-ディスタゴンCFi30mmF3.5 - 8枚構成。最短撮影距離0.3m。アタッチメントはφ26mm。
- ディスタゴンCFi50mmF4 - 9枚構成。最短撮影距離0.5m。アタッチメントはφ70mmバヨネット、φ60mmバヨネットアダプターが付属する。
- ディスタゴンCFi60mmF3.5 - 7枚構成。最短撮影距離0.5m。
- プラナーCFi80mmF2.8 - 7枚構成。アタッチメントはφ60mmバヨネット。
- プラナーCFi100mmF3.5 - 5枚構成。最短撮影距離0.9m。
- マクロプラナーCFi120mmF4 - 6枚構成。最短撮影距離0.8m。
- ゾナーCFi150mmF4 - 5枚構成。最短撮影距離1.4m。
- ゾナーCFi180mmF4 - 5枚構成。最短撮影距離1.55m。
- ゾナーCFi250mmF5.6 - 4枚構成。最短撮影距離2.5m。
- ゾナースーパーアクロマートCFi250mmF5.6 - 6枚構成。最短撮影距離3m。

#### CFEシリーズレンズ
CFiシリーズに電子接点を備え200シリーズの測光システムに対応した。Eはエレクトリックの意。
- ディスタゴンCFE40mmF4 - 11枚構成。最短撮影距離0.5m。
- CFE40mmF4 - 12枚構成。最短撮影距離0.5m。アタッチメントはφ93mmバヨネット。
- プラナーCFE80mmF2.8 - 7枚構成。最短撮影距離0.9m。
- マクロプラナーCFE120mmF4
- ゾナーCFE180mmF4
- ゾナースーパーアクロマートCFE250mmF5.6
- テレスーパーアクロマートCFE350mmF5.6 - 9枚構成。インターナルフォーカシング方式で最短撮影距離3.75m。透過範囲は400-1000nm。クイックカップリングプレートSを装備している。近距離遠距離のフォーカスリミッターを装備。

#### CBシリーズレンズ
CFi/CFEの時代に登場したシャッター内蔵廉価版レンズ。Fセットボタンが省略されている。
- ディスタゴンCB60mmF3.5 - 7枚構成。最短撮影距離0.6m。アタッチメントはφ60mmバヨネット。
- プラナーCB80mmF2.8 - 6枚構成。最短撮影距離0.9m。アタッチメントはφ60mmバヨネット。
- マクロプラナーCB120mmF4
- テッサーCB160mmF4.8 - 4枚構成。最短撮影距離1.5m。アタッチメントはφ60mmバヨネット。

#### アークボディー専用レンズ
ローデンシュトック製。
- アポグランダゴン35mmF4.5
- アポグランダゴン45mmF4.5
- グランダゴンN75mmF4.5

#### リアテレコンバーター
- PCムター1.4X - 主レンズの焦点距離を1.4倍にするとともにシフトができるようにする。開放F値は1段暗くなる。例えばディスタゴン40mmF4と組み合わせると56mmF5.6のシフトレンズになる。40mm-100mmのレンズに使用可能。
- ムター2X - 主レンズの焦点距離を2倍にする。開放F値は2段暗くなる。7枚構成。
- テレコンバーター1.4XE - 主レンズの焦点距離を1.4倍にする。開放F値は1段暗くなる。マクロプラナー135mmを除く100mm以上のレンズに使用可。
- テレコンバーター2XE - 主レンズの焦点距離を2倍にする。開放F値は2段暗くなる。マクロプラナー135mmを除く80mm以上のレンズに使用可、マクロプラナー120mmでは近接撮影のみ。
- テレコンバーターアポ1.4XE - 主レンズの焦点距離を1.4倍にする。開放F値は1段暗くなる。テレスーパーアクロマートCFE350mmF5.6に最適化された設計だがゾナーCF250mmF5.6、テレテッサーFE350mmF4、テレテッサーCF350mmF5.6、テレアポテッサーCF500mmF8に使用可。データバス接点あり。

#### Vシステム用非純正レンズ
- ディスタゴン50mmF4クラシック（2008年5月発表） - コシナZVマウント。8群9枚。最短撮影距離0.5m。アタッチメントはφ67mmねじ込み。1000本限定生産。プロンター製シャッターを内蔵している。
- マクロプラナー120mmF4クラシック（2008年5月発表） - コシナZVマウント。4群6枚。最短撮影距離0.8m。アタッチメントはφ67mmねじ込み。1000本限定生産。プロンター製シャッターを内蔵している。
- ゾナー180mmF4クラシック（2008年5月発表） - コシナZVマウント。4群5枚。最短撮影距離1.55m。アタッチメントはφ67mmねじ込み。1000本限定生産。プロンター製シャッターを内蔵している。
- テレプラスMC6 - ケンコー（現ケンコー・トキナー）製。主レンズの焦点距離を2倍にする。開放F値は2段暗くなる。

#### Vシステム用マガジン
内部部品にスウェーデン鋼を用いて耐久性を上げるとともに、歯車同士の材質を変えて万が一破損しても他の部品に影響が出ないよう考慮されている。マガジンスライドを引き抜かないとシャッターが切れないよう誤写防止の役割を持っている。1600F、1000F、SupremeWideAngleなどで利用の場合は、専用マガジンのカウンターを、進めるために、捲揚げるときにボディー後部から、ピンが飛び出してくるので、そのピンの避ける穴が、初期のAマガジンには開けられていたが、後期製造のマガジンには、ピン避け穴が開けられていないために、そのままでは捲揚げることが不可能であるので、穴を開けてからであれば使用が可能である。逆に初期のカウンターが、ピンで押されて作動するタイプのマガジンは、500C以降のボディーでは、捲揚げられないために、使用することはできない。
- 12 - 120フィルムを使用して6×6判を12枚撮り。フィルムはマガジンの後ろにある窓を開けて、覗いて合わせ、キーを回し1をカウンターに出して使用。カウンター進行ピンが、作動してカウンターが進まないと、フィルムも捲揚げができないので、1600F、1000F、SupremeWideAngle、SUPERWIDEの専用マガジンで、500C、SWC以降での使用は不可能である。
- M12 - 120フィルムを使用して6×6cm判を12枚撮り。フィルム装填時1を裏窓で出し、巻き上げキーを逆に回すとカウンターに1が出る[27]。1000F時代の後期から発売された。フィルムの種別がドアに丸窓が2つあり、昼光やtungsten、モノクロ を併せ、フィルム感度を併せるシルバーカラーのドアになっている。
- C12 - 120フイルムを使用して6x6判を12枚撮り。500Cの初期形に附属される裏窓のドアがスプリング式である。黒地のフィルムの感度は別表示が取り付けられたので、種別表示はなくなった。
- A12（1969年発売[1]） - 120フィルムを使用して6×6cm判を12枚撮り。捲揚げ用にキーから、扱いやすいクランクに改良された。
- C16 - 120フィルムを使用する4.5x6cm判を横位置で16枚撮影する、裏窓併せ式。
- A16 - 120フィルムを使用して4.5×6cm判を横位置で16枚撮り。オート併せ式。
- C16S - 120フィルムを使用し、4×4cm判（実寸41mmスクエア）を16枚撮影できる、裏窓併せ式。
- A16S - 120フィルムを使用して4×4cm判を16枚撮り。オート併せ式。
- C24A - 220フィルムを使用するために、C12形のドアを開かなくし、キーの回転だけで自動併せが可能にされた。デザインだけがC12形と同じだが、裏紙がない220フィルムを使用するために、初めてオート併せが採用された。A24に変わるために少数の製造である。
- A24 - 220フィルムを使用して6×6cm判を24枚撮り。
- A20-35 - 35mmフィルムを使用して6×3判を19枚撮り。画面は縦のパノラマになるので、ワイド画拡で撮影したい場合は、カメラは横にする必要がある。そのためウエストレベルファインダーでは、使いにくくなる。そのためにプリズムファインダーや、スポーツファインダーの使用や、SW系（SupremeWideAngle、SUPERWIDE、SWCなど）を利用すると使いやすい。交換レンズを利用の時にも広角系レンズが良い。ブラック仕上げのみ。

地方に出掛けてフィルムが切れたときに、土産屋などで35mmフィルムしか置いていないときの、非常時にも役立つマガジンである。価格表カタログ掲載製品で、注文入荷専用。カタログは基本的に、文字の価格表の方に出ていた。年によっては記載されないときもあるが、基本的に何時でも注文は可能な製品であった。余り知られていないようで、書籍での掲載もほとんど見られなかった製品であった。
- A12TCC - 120フィルムを使用して6×6cm判を12枚撮り。電子接点を持ち、対応ボディーと組み合わせるとマガジン側でフィルム感度設定可能。コントラストダイヤル装備。
- A24TCC - 220フィルムを使用して6×6cm判を24枚撮り。電子接点を持ち、対応ボディーと組み合わせるとマガジン側でフィルム感度設定可能。コントラストダイヤル装備。
- E12 - 120フィルムを使用して6×6cm判を12枚撮り。電子接点を持ち、対応ボディーと組み合わせるとマガジン側でフィルム感度設定可能。
- E16 - 120フィルムを使用して4.5×6cm判を横位置で16枚撮り。電子接点を持ち、対応ボディーと組み合わせるとマガジン側でフィルム感度設定可能。
- E24 - 220フィルムを使用して6×6cm判を24枚撮り。電子接点を持ち、対応ボディーと組み合わせるとマガジン側でフィルム感度設定可能。
- E12CC - A12TCCと同等の機能を持つ。
- E24CC - A24TCCと同等の機能を持つ。
- マガジン70 - 1970年のフォトキナで発表された[1]。70mmフィルムを4.7m装填して6×6cm判を70枚撮り。プリズムビューファインダーPM90、プリズムビューファインダーPME90との併用不可。
- マガジン70/100-200 - 70mmフィルムを装填して6×6cm判を100-200枚撮り。
- マガジン80 - 1972年のフォトキナで発表された[1]。ポラロイド80フィルムまたは87フィルムを使用する。
- マガジン100 - ポラロイド105または107または108フィルムを使用する。
- マガジンポラプラス - ポラロイド100シリーズフィルムを使用する。クリックストップがついておりスライドを抜き切らなくても画面が蹴られない。プリズムビューファインダーPM90、プリズムビューファインダーPME90との併用不可。

#### Vシステムの使い方の留意点
使うにあたっては決まった手順があり、この手順を守らないと最悪の場合破損する可能性がある。
1. レンズ交換・シャッター速度変更などの基本操作の前に必ず巻き上げる。巻き上げないままボディからレンズを外すと再装着できなくなる。その時は、レンズ後部の巻上げ連動接点を一円玉のような軟らかい素材のもので回して溝が水平になるようにし、かつボディーのクランクを巻き上げて、巻き上げノブを回してボディ側接点が水平の位置になるようにする。
2. フィルムマガジンの引き蓋を差し込む口にある遮光のためのテレンプをささえるモルトが劣化をして光線漏れを起こすことがあるため、保管時にもマガジンの引き蓋は外しておく方が良い。
3. レンズシャッターのカメラを毎日のように使用するわけではないなら、機械に無用の負荷を掛けないように保管の際は、巻き上げせずシャッターチャージをしない状態が望ましい。交換レンズも同様でシャッターを切った状態で保管する。ただしハッセルブラッド社ではチャージしての保管を推奨しており、不注意でのレンズの着脱不可状態が発生しやすいことや、長期使用していない場合はそもそもメンテナンスの必要があることから賛否が分かれる。

### ハッセルブラッドHシステム
日本の富士フイルムと協力して製造している完全電子制御式のレンズ交換型レンズシャッター式オートフォーカス一眼レフカメラ。オートフォーカス中でもピントリングを回すとマニュアルフォーカスに切り替わる。フィルムマガジンはバーコードを検知し120フィルムと220フィルムの切り替え、装填、ISO感度のセットが自動でされる。マガジン途中交換時の遮光板は引き蓋でなく巻き取り式なので紛失の心配がない。デジタルバックとの親和性も高い。

#### Hシステムボディー
- H1（2002年発売） - フジGX645AFプロフェッショナルと同一製品。デジタルバックはフェーズワン、イマコンイクスプレスを装着できる。
- H1D（2004年発売）
- H2（2005年発売）
- H2D
- H2F
- H3D
- H3D-II（2007年発売）
- H4D（2009年発売）
- H5D（2013年発売）
- H6D（2016年発売）

#### Hシステム用レンズ
フジGX645AFプロフェッショナル用AFフジノンHCレンズシリーズと同一製品。
- HCD24mmF4.8 - 11群14枚。最短撮影距離0.38m。アタッチメントはφ95mmねじ込み。40mm×53mmセンサーで使用すると周辺減光が発生する。

- HCD28mmF4 - 9群12枚。H3Dでデジタルバックによってのみ使用可能。*コンバーターHC1.7×の併用不可。9群12枚。最短撮影距離0.35m。アタッチメントはφ95mmねじ込み。40mm×53mmセンサーで使用すると周辺減光が発生する。
- HC35mmF3.5 - 10群11枚。最短撮影距離0.5m。アタッチメントはφ95mmねじ込み。
- HC50mmⅡF3.5 - 9群10枚。最短撮影距離0.6m。アタッチメントはφ77mmねじ込み。
- HC80mmF2.8 - 6群6枚。最短撮影距離0.7m。アタッチメントはφ67mmねじ込み。
- HC100mmF2.2 - 5群6枚。最短撮影距離0.9m。アタッチメントはφ77mmねじ込み。
- HCマクロ120mmⅡF4 - 9群9枚。最短撮影距離0.39m。アタッチメントはφ67mmねじ込み。ベローズなどを使用せず等倍まで接写可能。
- HC150mmF3.2 - 8群9枚。最短撮影距離1.3m。アタッチメントはφ77mmねじ込み。
- HC210mmF4 - 6群10枚。最短撮影距離1.8m。アタッチメントはφ77mmねじ込み。
- HC300mmF4.5 - 7群9枚。最短撮影距離2.5m。アタッチメントはφ95mmねじ込み。
- HCD35-90mmF4.0-5.6 -11群13枚。最短撮影距離0.65m。35mm付近を40mm×53mmセンサーで使用すると周辺減光が発生する。アタッチメントはφ95mmねじ込み。
- HC50-110mmF3.5-4.5 - 9群14枚。最短撮影距離0.7m。アタッチメントはφ95mmねじ込み。
- コンバーターHC1.7× - 1.7×のリアテレコンバーター。

CFレンズアダプターHを使用するとVシステムのレンズがフォーカスエイドで使用できる。

### ハッセルブラッドXシステム
2016年に発売されたX1D-50cをはじめとするレンズ交換型レンズシャッター式オートフォーカスミラーレスカメラ。
デジタル中判カメラとしては世界初のミラーレス機であり、専用のXCDレンズのほか専用アダプターのXHレンズアダプターを使用することでHシステム用レンズを使用することができる。
Xシステムボディー
- X1D-50C(2016年発売) -5000万画素、43.8×32.9mmのCMOSセンサーを搭載した中判デジタルカメラ。
- X1DⅡ50C(2019年発表) -5000万画素、43.8×32.9mmのCMOSセンサー搭載、ボディサイズ148(幅)×97(高さ)×70(奥行)mm/766g(バッテリーを含む)。X1D-50cの後継機種にあたるカメラボディ。前モデルと画素数やセンサーサイズなどは変わらず、起動速度の改善や背面液晶の拡大、EVFのリフレッシュレートの改善などを行ったモデル。16bitの色深度に対応。
- X2D 100C(2022年発売)-1億画素(11656×8742ピクセル)、43.8×32.9mmのCMOSセンサー搭載、ボディサイズ148.5(幅)×106(高さ)×74.5(奥行)mm/895g(バッテリーを含む)。「X1D II 50C」と同様16bitの色深度に対応し、ダイナミックレンジは最大14ストップから最大15ストップに向上。感度はISO100からISO64スタートになり、最高ISO25600に対応する。ハッセルブラッドの中判ミラーレスとして初めてボディ内手ブレ補正を搭載し1TBのSSDを内蔵。

## 135フィルム使用カメラ

### XPanボディー
- XPan（1999年発売） - 富士フイルムTX-1のOEM供給。24×36mm判と24×65mm判の切り替え式。フォーカルプレーンシャッター。連動距離計は基線長62.2mm。ファインダーは装着レンズに合わせて枠を自動で切り替えるだけでなく倍率も45mmレンズ装着時0.45倍、90mmレンズ装着時0.66倍に変更される。電源はCR2×2。
- XPan II（2003年発売） - 富士フイルムTX-2のOEM供給。シャッタースピードをファインダー内で確認できる、リアシンクロ選択可能、10秒に加え2秒セルフタイマー装備などの改良を受けている。

### XPan用レンズ
- 30mmF5.6 - ガラスモールド非球面レンズを含む8群10枚。最短撮影距離0.7m。アタッチメントはφ58mmねじ込み。外付けファインダーを使用する。
- 45mmF4 - 6群8枚。最短撮影距離0.7m。アタッチメントはφ49mmねじ込み。
- 90mmF4 - 7群9枚。最短撮影距離1m。アタッチメントはφ49mmねじ込み。

## 特殊フィルム使用カメラ

### 9×12cm判
- スヴェンスカ・エクスプレス（Svenska Express 、1893年発売） - ヒューゴ・スヴェンソン（Hugo Svensson & Co. ）のOEMで生産したボックスカメラ。シャッター速度は1/30とBのみ。

### 7×9cm判
- HK7型（1942年製造） - 80mm幅のフィルムを使用する航空用7×9cm判レンズシャッターカメラ。スウェーデン空軍から受注し342台を生産した。カール・ツァイスのビオテッサー135mmF2.8、シュナイダー・クロイツナッハのテレクセナー240mmF4.5、メイヤーのテレメゴール250mmF5.5などが供給され交換できる。

## 製造番号
1950年10月から製品につけられる製造番号は文字2文字+数字5桁となり、最初の文字2文字が製造年の西暦下2桁を表す。V=1、H=2、P=3、I=4、C=5、T=6、U=7、R=8、E=9、S=0である。すなわち例えば「CS10501」はC=5、S=0から1950年製であることが分かる。